# Julien Leclercq (snookerspeler)
Julien Leclercq (Crisnée, 3 februari 2003) is een Belgisch professioneel snookerspeler.

## Carrière
In 2018 bereikte de 15-jarige Leclercq de finale van het Belgisch kampioenschap waarin Kevin Van Hove hem versloeg met 7-5.
In oktober 2021 verloor Leclercq de finale van het Europees kampioenschap in Portugal bij de spelers onder de 18 jaar van zijn landgenoot Ben Mertens met 4-3.
In 2022 slaagde de 19-jarige Leclercq erin om zich via winst op de Q Tour Play-offs te verzekeren van een ticket voor twee seizoenen in de World Snooker Tour. In de finale versloeg hij de Engelse Alex Clenshaw met 5-2.
Leclercq behaalde zijn beste toernooiprestatie op de Snooker Shoot-Out in 2023. Hij kwam hier tot de finale, waar hij verloor van Chris Wakelin met 0-119.